# Ann Sothern
Ann Sothern est une actrice américaine née le 22 janvier 1909 à Valley City, Dakota du Nord (États-Unis), morte le 15 mars 2001 à Ketchum (Idaho).

## Biographie
Harriette Arlene Lake est l'aînée de trois filles. Son grand-père maternel était le violoniste danois Hans Nielsen. Sa mère est chanteuse de concert, et son père travaille dans l'import-export. Ses parents se séparent quand elle a quatre ans (ils divorceront en 1927). À l'âge de cinq ans, elle prend des cours de piano. Puis elle étudie à l'école de musique MacPhail Center for Music, où sa mère enseigne le piano. Harriette accompagne sa mère dans ses tournées de concerts lorsque son horaire scolaire le permet.
À onze ans, elle était devenue une pianiste accomplie et chantait des solos dans sa chorale d'église. À quatorze ans, elle prend des cours de chant et continue à étudier le piano et la composition musicale. Adolescente au lycée de Minneapolis, elle apparaît dans de nombreux spectacles et participe aux concours annuels parrainés par l'État pour les étudiants compositeurs musicaux : elle remporte le concours trois années consécutives. Après le lycée, sa mère divorce et déménage à Los Angeles où elle travaille comme coach vocal pour les studios Warner Bros.. Harriette déménage avec son père à Seattle, où elle fréquente l'Université de Washington mais abandonne ses études au bout d'un an.

## Carrière
Lors d'une visite à sa mère en Californie en 1927, elle décroche un rôle de chorus girl (danseuse de groupe) dans un spectacle musical des studios Warner Bros, The Show of Shows. Elle a alors dix-huit ans. Elle passe un bout d'essai pour les studios Metro-Goldwyn-Mayer et obtient un contrat de six mois. Elle apparaît dans de petits rôles mais est vite frustrée de stagner. Lors d'une soirée elle rencontre l’impresario Florenz Ziegfeld qui lui offre un rôle dans l'une de ses productions à New York ; elle tiendra ainsi le premier rôle dans les comédies musicales à succès de Broadway : America's Sweetheart et Everybody's Welcome.
En 1934, elle signe un contrat avec les studios Columbia, qui changent son nom en Ann Sothern. Elle tourne dans des films de série B. Après deux ans, le studio ne renouvelle pas son contrat. En 1936, elle est embauchée par RKO Pictures. Après une série de films qui n'attirent pas un public suffisamment nombreux, elle démissionne puis signe à nouveau avec la  Metro-Goldwyn-Mayer. La MGM lui apporte un triomphe populaire avec la série Maisie où elle incarne une danseuse dans dix films, de 1939 à 1947. La série sera également adaptée à la radio, toujours avec Ann, de 1945 à 1947 et de 1949 à 1953.
Si Ann Sothern est parfois évincée par d'autres actrices (Joan Bennett, Ida Lupino, Anne Baxter chez Fritz Lang), elle s'épanouit au contraire dans la comédie musicale, le film "viril" (Brother Orchid avec Edward G. Robinson et Humphrey Bogart) ou paradoxalement dans des ambiances très féminines (Cry Havoc de Richard Thorpe avec - entre autres - Margaret Sullavan et Joan Blondell ; et surtout Chaînes conjugales de Joseph Mankiewicz avec Jeanne Crain, Linda Darnell et Celeste Holm - probablement, avec Maisie, le film le plus célèbre d'Ann Sothern.
À la fin des années 1940, sa carrière s’essouffle. En 1949, elle contracte une hépatite qu'elle combattra pendant les trois années suivantes. Après qu'elle soit tombée malade, la MGM annule son contrat.

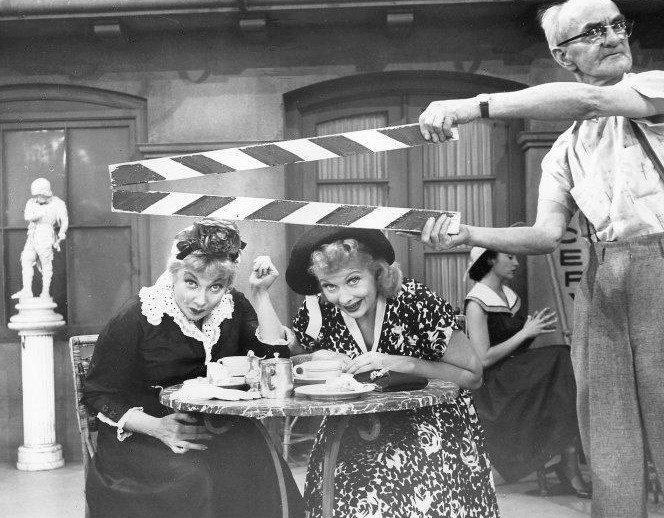
Ann Sothern et Lucille Ball en 1957.

Ann se tourne alors vers la télévision, dès le début des années 1950. Elle apparaît dans les séries Private Secretary de 1953 à 1957 ; The Ann Sothern Show de 1958 à 1961 ; The Lucy Show au côté de son amie Lucille Ball.
Elle meurt en 2001 à l'âge de 92 ans.
Ann Sothern a la particularité d'avoir deux étoiles sur le Hollywood Walk of Fame (trottoir des célébrités) sur le Hollywood Boulevard.

## Vie privée
Ann Sothern épouse l'acteur et chef d'orchestre Roger Pryor en septembre 1936. Ils se séparent en septembre 1941 et divorcent en 1943. Moins d'une semaine après son divorce d'avec Pryor, elle épouse l'acteur Robert Sterling. Une fille naît, la future actrice Patricia Ann "Tisha" Sterling, puis le couple divorce en 1949.

## Filmographie

### Années 1920
- 1927 : Fay et Fanchette (Broadway Nights) de Joseph Boyle : Bit part
- 1929 : Hearts in Exile de Michael Curtiz : Bit Part
- 1929 : The Show of Shows : Meet My Sister and Bicycle Built for Two numbers

### Années 1930
- 1930 : Chanson de l'Ouest (Song of the West) de Ray Enright : Bit Part
- 1930 : Hold Everything de Roy Del Ruth : Bit Part
- 1930 : Buster s'en va-t'en guerre (Doughboys) de Edward Sedgwick : Dancer
- 1930 : Whoopee! de Thornton Freeland : Goldwyn Girl
- 1933 : Prologue (Footlight Parade) de Lloyd Bacon : Chorus Girl
- 1933 : Nuits de Broadway (Broadway Through a Keyhole) de Lowell Sherman : une danseuse
- 1933 : Let's Fall in Love de David Burton : Jean Kendall
- 1934 : Melody in Spring de Norman McLeod : Jane Blodgett
- 1934 : The Hell Cat de Albert S.  Rogell : Geraldine Sloane
- 1934 : The Party's Over (en) de Walter Lang : Ruth Walker
- 1934 : Blind Date de Roy William Neill : Kitty Taylor
- 1934 : Kid Millions de Roy Del Ruth : Joan Larrabee
- 1935 : Folies-Bergère (Folies Bergère de Paris) de Roy Del Ruth : Mimi
- 1935 : Les Rivaux de la mer (Eight Bells) de Roy William Neill : Marge Walker
- 1935 : Vive l'amour (Hooray for Love) de Walter Lang : Patricia 'Pat' Thatcher
- 1935 : The Girl Friend de Edward Buzzell : Linda Henry
- 1935 : L'Incendiaire de New York (Grand Exit) de Erle C. Kenton : Adrienne Martin
- 1936 : Panique à la radio (You May Be Next) de Albert S. Rogell : Fay Stevens
- 1936 : Hell-Ship Morgan (en) de D. Ross Lederman : Mary Taylor
- 1936 : Don't Gamble with Love de Dudley Murphy : Ann Edwards
- 1936 : Ma femme américaine (en) (My American Wife) de Harold Young : Mary Cantillon
- 1936 : Faisons un vœu (Walking on Air) de Joseph Santley : Kit Bennett
- 1936 : Une jeune fille délurée (Smartest Girl in Town) de Joseph Santley : Frances 'Cookie' Cooke
- 1937 : Dangerous Number de Richard Thorpe : Eleanor Breen Medhill
- 1937 : Une fiancée s'enfuit (There Goes My Girl) de Ben Holmes : Reporter Connie Taylor
- 1937 : Week-end mouvementé (Fifty Roads to Town) de Norman Taurog : Millicent Kendall
- 1937 : Super-Sleuth de Benjamin Stoloff : Mary Strand
- 1937 : Charmante Famille (Danger-Love at Work) de Otto Preminger : Toni Pemberton
- 1937 : There Goes the Groom de Joseph Santley : Betty Russell
- 1937 : She's Got Everything de Joseph Santley : Carol Rogers
- 1938 : La Femme aux cigarettes blondes (Trade Winds) de Tay Garnett : Jean Livingstone
- 1939 : Maisie de Edwin L. Marin : Maisie Ravier, Stage Name for Mary Anastasia O'Connor
- 1939 : Hôtel pour femmes (Hotel for women) de Gregory Ratoff : Eileen Connelly
- 1939 : Mon mari court encore (Fast and Furious) de Busby Berkeley : Garda Sloane
- 1939 : Joe and Ethel Turp Call on the President (it) de Robert B. Sinclair : Ethel Turp

### Années 1940
- 1940 : Congo Maisie de Henry Potter : Maisie Ravier
- 1940 : L'Étrange Aventure (Brother Orchid) de Lloyd Bacon : Florence 'Flo' Addams
- 1940 : Gold Rush Maisie de Edwin L. Marin : Maisie Ravier
- 1940 : Dulcy de King Vidor : Dulcy Ward
- 1941 : Maisie Was a Lady de Edwin L. Marin : Maisie Ravier, an alias of Mary Anastasia O'Connor
- 1941 : Ringside Maisie de Edwin L. Marin : Maisie Ravier
- 1941 : Divorce en musique (Lady Be Good) de Norman Z. McLeod : Dixie Donegan Crane
- 1942 : Maisie Gets Her Man de Roy Del Ruth : Maisie Ravier
- 1942 : Panama Hattie de Norman Z. McLeod : Hattie Maloney
- 1943 : Three Hearts for Julia de Richard Thorpe : Julia Seabrook
- 1943 : Swing Shift Maisie de Norman Z. McLeod : Maisie Ravier
- 1943 : Cry Havoc, de Richard Thorpe : Pat Conlin
- 1943 : La Parade aux étoiles (Thousands cheers) : Elle-même
- 1944 : Maisie Goes to Reno de Harry Beaumont : Maisie Ravier
- 1946 : Up Goes Maisie (en) de Harry Beaumont : Maisie Ravier
- 1947 : Undercover Maisie de Harry Beaumont : Maisie Ravier
- 1948 : Cavalcade d'avril (April Showers) de James V. Kern : June Tyme
- 1948 : Ma vie est une chanson (Words and music) de Norman Taurog : Joyce Harmon
- 1949 : Chaînes conjugales (A Letter to Three Wives) de Joseph Mankiewicz : Rita Phipps
- 1949 : The Judge Steps Out de Boris Ingster : Peggy

### Années 1950
- 1950 : Voyage à Rio (Nancy goes to Rio) de Robert Z. Leonard : Frances Elliott
- 1950 : L'Ombre sur le mur (Shadow on the Wall) de Patrick Johnson : Dell Faring
- 1953 : La Femme au gardénia (The Blue Gardenia) de Fritz Lang : Crystal Carpenter
- 1953-1957 : Private Secretary (série télévisée)
- 1954 : Lady in the Dark (TV) : Liza Elliot
- 1958 : The Ann Sothern Show (série TV) : Katy O'Connor

### Années 1960
- 1964 : Que le meilleur l'emporte (The Best Man) de Franklin Schaffner : Sue Ellen Gamadge
- 1964 : Une femme dans une cage (Lady in a Cage) de Walter Grauman : Sade
- 1965 : L'Enquête (Sylvia) de Gordon Douglas : Mrs. Argona / Grace Argona
- 1967 : La Course à la vérité (The Outsider) (TV) : Mrs. Kozzek
- 1968 : Chubasco le rebelle (en) (Chubasco) d'Allen H. Miner : Angela

### Années 1970
- 1971 : Congratulations, It's a Boy! (TV) : Ethel Gaines
- 1971 : A Death of Innocence (TV) : Annie La Cossit
- 1971 : Le Virginien (TV) saison 9 épisode 17 (The Legacy of Spencer Flats) : Della Spencer
- 1972 : The Great Man's Whiskers (TV) : Aunt Margaret Bancroft
- 1972 : The Weekend Nun (TV) : Mother Bonaventure
- 1973 : The Killing Kind de Curtis Harrington : Thelma Lambert
- 1974 : Les 7 aiguilles d'or (en) (Golden Needles) de Robert Clouse : Fenzie
- 1975 : Crazy Mama de Jonathan Demme : Sheba
- 1976 : Capitaines et Rois (Captains and the Kings) (feuilleton TV) : Mrs. Finch
- 1978 : Le Faiseur d'épouvantes (The Manitou) de William Girdler : Mrs. Karmann

### Années 1980
- 1980 : The Little Dragons de Curtis Hanson : Angel
- 1985 : Chaînes conjugales (A Letter to Three Wives) (TV) : Ma Finney
- 1987 : Les Baleines du mois d'août (The Whales of August) de Lindsay Anderson : Tisha Doughty